# Подгороднее сельское поселение
Подгороднее сельское поселение — муниципальное образование в составе Орловского района Кировской области России.
Столица — деревня Давыдовы.

## История
Подгороднее сельское поселение образовано 1 января 2006 года согласно Закону Кировской области от 07.12.2004 № 284-ЗО.
5 июля 2011 года в соответствии с Законом Кировской области № 18-ЗО поселение включено в состав Орловского сельского поселения.

## Состав
В состав поселения входят 35 населённых пунктов:
| - деревня Давыдовы - деревня Багаевы - деревня Башкирь - деревня Большие Скурихины - деревня Боярское - деревня Васенины - деревня Ведро - деревня Володины - деревня Высоково - деревня Гребеневы - деревня Журавли - деревня Зубари | - деревня Колеватовы - деревня Коротаевы - деревня Куликовщина - деревня Малые Скурихины - деревня Моржи - деревня Нагоряна - деревня Новоселовы - деревня Овчинниково - деревня Пески - деревня Петухи - деревня Полевщиковы - деревня Поляки | - деревня Поташицы - деревня Семеново - деревня Тороповы - деревня Торощины - деревня Трухины - деревня Филимоновы - деревня Халтурины - деревня Чарушниковы - деревня Чисть - деревня Кордон Шапкино - деревня Шубино |